# يان ويلسون (سياسي)
يان ويلسون (بالإنجليزية: Ian Wilson)‏ هو محامي وسياسي أسترالي، ولد في 2 مايو 1932 في أديلايد في أستراليا، وتوفي بنفس المكان في 2 أبريل 2013. حزبياً، نشط في الحزب الليبرالي الأسترالي. وقد انتخب عضو مجلس النواب الأسترالي عن دائرة Division of Sturt ‏ (2 ديسمبر 1972 – 8 فبراير 1993) وانتخب عضو مجلس النواب الأسترالي عن دائرة Division of Sturt ‏ (26 نوفمبر 1966 – 25 أكتوبر 1969).